# بليك إيفانز
بليك إيفانز هو لاعب هوكي الجليد كندي، ولد في 2 يوليو 1980 في كيندرسلاي في كندا.

## وصلات خارجية
- بليك إيفانز على موقع دوري الهوكي الوطني (الإنجليزية)
- بليك إيفانز على موقع EliteProspects.com (الإنجليزية)
- بليك إيفانز على موقع Eurohockey.com (الإنجليزية)
- بليك إيفانز على موقع HockeyDB.com (الإنجليزية)